# Монаков, Василий Васильевич
Василий Васильевич Монаков (20 января 1983) — российский футболист, нападающий.

## Биография
На профессиональном уровне дебютировал в 2001 году в команде второго российского дивизиона «Славянск» — в августе — сентябре сыграл два матча, в которых выходил на замену в конце встречи. Затем несколько лет не выступал на профессиональном уровне, в 2004—2005 годах играл в команде «Лотос-Лэнд» Краснодар. В 2005—2006 годах играл в чемпионате Белоруссии за клуб «Дарида» Ждановичи. Во второй половине 2006 года на правах аренды сыграл 9 матчей, забил один гол в чемпионате Литвы в составе команды «Шяуляй». После этого завершил профессиональную карьеру. В 2008 году играл в чемпионате Краснодарского Края за клуб «Агрокомплекс» Выселки.